# Alessandro di Orange-Nassau (principe 1851)
Alessandro, Principe di Orange (Willem Alexander Karel Hendrik Frederik; L'Aia, 25 agosto 1851 – L'Aia, 21 giugno 1884), fu il legittimo erede di suo padre, Guglielmo III, dall'11 giugno 1879 fino alla sua morte.
Per un arco di 116 anni, dalla nascita di Alessandro (1851) fino alla nascita di Guglielmo Alessandro (1967), attuale sovrano olandese, nessun erede maschio è nato nel regnante Casato di Orange.

## Vita
Il principe Alessandro dei Paesi Bassi nacque a L'Aia il 25 agosto 1851. Era il terzogenito di re Guglielmo III e della regina Sofia. A differenza di suo fratello Guglielmo, principe della corona, era disciplinato, intellettuale e colto. Nel 1876 Alessandro venne iniziato nella Massoneria dal suo prozio Federico dei Paesi Bassi (figlio di Guglielmo I), che era Gran maestro del Grande Oriente dei Paesi Bassi. A partire dal 1882, dopo la morte di Federico, il principe Alessandro gli succedette nella carica di Gran maestro.
Dopo la morte di suo fratello Guglielmo, l'11 giugno 1879, Alessandro divenne il legittimo erede al trono olandese e, in quanto tale, Principe di Orange.
Alessandro detenne la posizione di erede fino alla propria morte, all'età di 32 anni, il 21 giugno 1884 a L'Aia per tifo. Sebbene non si sia mai sposato, si tennero delle trattative per fargli sposare l'Infanta Maria Anna di Portogallo. Fu sepolto il 17 luglio 1884 nella nuova cripta reale nella Nieuwe Kerk di Delft. Dopo la sua morte la sua sorellastra, la futura regina Guglielmina, divenne erede al trono olandese. La morte di Alessandro fece sì che la corona del Granducato di Lussemburgo si separasse da quella dei Paesi Bassi alla morte di Guglielmo III, poiché Guglielmina non poteva ereditare la corona lussemburghese retta dalla legge salica.

## Titoli e trattamento
- 1851–1879: Sua Altezza Reale Principe Alessandro dei Paesi Bassi, Principe di Orange-Nassau
- 1879–1884: Sua Altezza Reale Il Principe di Orange

## Ascendenza
|                               |                           |                                          | Genitori                                      |  |  | Nonni |  |  | Bisnonni                    |  |  | Trisnonni                    |  |
|                               |                           |                                          |                                               |  |  |       |  |  | Guglielmo I dei Paesi Bassi |  |  | Guglielmo V di Orange-Nassau |  |
|                               |                           |                                          |                                               |  |  |       |  |  | Guglielmo I dei Paesi Bassi |  |  | Guglielmo V di Orange-Nassau |  |
|                               |                           | Guglielmina di Prussia                   |                                               |  |  |       |  |  | Guglielmo I dei Paesi Bassi |  |  |                              |  |
| Guglielmo II dei Paesi Bassi  |                           |                                          |                                               |  |  |       |  |  | Guglielmo I dei Paesi Bassi |  |  |                              |  |
|                               |                           | Guglielmina di Prussia                   | Federico Guglielmo II di Prussia              |  |  |       |  |  |                             |  |  |                              |  |
|                               |                           | Guglielmina di Prussia                   | Federico Guglielmo II di Prussia              |  |  |       |  |  |                             |  |  |                              |  |
|                               |                           | Guglielmina di Prussia                   | Federica Luisa d'Assia-Darmstadt              |  |  |       |  |  |                             |  |  |                              |  |
| Guglielmo III dei Paesi Bassi |                           | Guglielmina di Prussia                   |                                               |  |  |       |  |  |                             |  |  |                              |  |
|                               |                           | Paolo I di Russia                        | Pietro III di Russia                          |  |  |       |  |  |                             |  |  |                              |  |
|                               |                           | Paolo I di Russia                        | Pietro III di Russia                          |  |  |       |  |  |                             |  |  |                              |  |
|                               |                           | Paolo I di Russia                        | Caterina II di Russia                         |  |  |       |  |  |                             |  |  |                              |  |
| Anna Pavlovna di Russia       |                           | Paolo I di Russia                        |                                               |  |  |       |  |  |                             |  |  |                              |  |
|                               |                           | Sofia Dorotea di Württemberg             | Federico II Eugenio, Duca di Württemberg      |  |  |       |  |  |                             |  |  |                              |  |
|                               |                           | Sofia Dorotea di Württemberg             | Federico II Eugenio, Duca di Württemberg      |  |  |       |  |  |                             |  |  |                              |  |
|                               |                           | Sofia Dorotea di Württemberg             | Federica Dorotea di Brandeburgo-Schwedt       |  |  |       |  |  |                             |  |  |                              |  |
| Alessandro, Principe d'Orange |                           | Sofia Dorotea di Württemberg             |                                               |  |  |       |  |  |                             |  |  |                              |  |
|                               | Federico I di Württemberg | Federico II Eugenio, Duca di Württemberg |                                               |  |  |       |  |  |                             |  |  |                              |  |
|                               | Federico I di Württemberg | Federico II Eugenio, Duca di Württemberg |                                               |  |  |       |  |  |                             |  |  |                              |  |
|                               | Federico I di Württemberg | Federica Dorotea di Brandeburgo-Schwedt  |                                               |  |  |       |  |  |                             |  |  |                              |  |
| Guglielmo I di Württemberg    | Federico I di Württemberg |                                          |                                               |  |  |       |  |  |                             |  |  |                              |  |
|                               |                           | Augusta di Brunswick-Wolfenbüttel        | Carlo Guglielmo Ferdinando, Duca di Brunswick |  |  |       |  |  |                             |  |  |                              |  |
|                               |                           | Augusta di Brunswick-Wolfenbüttel        | Carlo Guglielmo Ferdinando, Duca di Brunswick |  |  |       |  |  |                             |  |  |                              |  |
|                               |                           | Augusta di Brunswick-Wolfenbüttel        | Principessa Augusta di Gran Bretagna          |  |  |       |  |  |                             |  |  |                              |  |
| Sofia di Württemberg          |                           | Augusta di Brunswick-Wolfenbüttel        |                                               |  |  |       |  |  |                             |  |  |                              |  |
|                               |                           | Paolo I di Russia                        | Pietro III di Russia                          |  |  |       |  |  |                             |  |  |                              |  |
|                               |                           | Paolo I di Russia                        | Pietro III di Russia                          |  |  |       |  |  |                             |  |  |                              |  |
|                               |                           | Paolo I di Russia                        | Caterina II di Russia                         |  |  |       |  |  |                             |  |  |                              |  |
| Ekaterina Pavlovna di Russia  |                           | Paolo I di Russia                        |                                               |  |  |       |  |  |                             |  |  |                              |  |
|                               |                           | Sofia Dorotea di Württemberg             | Federico II Eugenio, Duca di Württemberg      |  |  |       |  |  |                             |  |  |                              |  |
|                               |                           | Sofia Dorotea di Württemberg             | Federico II Eugenio, Duca di Württemberg      |  |  |       |  |  |                             |  |  |                              |  |
|                               |                           | Sofia Dorotea di Württemberg             | Federica Dorotea di Brandeburgo-Schwedt       |  |  |       |  |  |                             |  |  |                              |  |
|                               |                           | Sofia Dorotea di Württemberg             |                                               |  |  |       |  |  |                             |  |  |                              |  |